# Ferdynand Suchy
Ferdynand Suchy (ur. 18 lutego 1916 w Boguminie, zm. 8 kwietnia 1990 w Ustroniu) – polski lutnik i organmistrz, konserwator instrumentów zabytkowych, chórmistrz, hodowca ptactwa egzotycznego.

## Życiorys

### Dzieciństwo
Będąc uczniem szkoły podstawowej, grał na skrzypcach, interesował się budową instrumentów muzycznych, wykazywał dużą zręczność w majsterkowaniu. Nie bacząc na sprzeciw ojca, w 1929 roku zgłosił się do bogumińskiego lutnisty Rudolfa Szmida, któremu zawdzięczał nabycie umiejętności naprawy instrumentów strunowych i dętych.

### Praca i II wojna światowa
Tak przygotowany, w 1934 r. znalazł zatrudnienie u organmistrza Józefa Jarosa w Hranicach na Morawach. Tu udoskonalił swoją wiedzę na temat konserwacji, napraw i strojenia organ i instrumentów klawiszowych. Mimo różnych intratnych propozycji, postanowił wrócić do rodzinnego Bogumina (1938), gdzie zaangażował się w ruchu śpiewaczym. W czasie wojny znalazł zatrudnienie u lutnika Vaclava Kunca w Ostrawie. Po zakończeniu działań wojennych założył w Boguminie swój własny warsztat lutniczy, a jednocześnie zaangażował się w reaktywowanie Klubu Sportowego „Ruch”. Był także jednym ze współzałożycieli Polskiego Związku Kulturalno – Oświatowego w Boguminie (1948). Skoro brakowało innych pomieszczeń, w jego domu odbywały się próby chóru i orkiestry, którymi dyrygował aż do 1961 roku. Zajmował się również ogrodnictwem, wydatnie przyczynił się do odnowienia ogrodu wokół kościoła ewangelickiego i urządzenia w jego otoczeniu parku. W krótkim czasie stał się również znanym hodowcą i kolekcjonerem ptactwa egzotycznego, którego liczba przekraczała momentami 300 okazów.

### Przeprowadzka do Ustronia
W 1961 roku przeniósł się do Ustronia, gdzie otworzył warsztat „Wyrobu i naprawy instrumentów muzycznych”.
Szybko stał się znanym i poszukiwanym fachowcem od napraw wszelkich instrumentów, a także jako wytwórca poszukiwanych przez zespoły folklorystyczne w kraju i za granicą instrumentów ludowych, takich jak gęśle, gajdy, rogi pasterskie i trąbity. Wiele organów kościelnych na całym Śląsku Cieszyńskim jemu zawdzięcza troskliwą opiekę i przywracanie im właściwych walorów. Nietrudno było mu też naprawiać instrumenty zabytkowe. Udzielał się też jako dyrygent chóru kościelnego w Ustroniu – Polanie. Dla tego chóru komponował również pieśni.